# Записки Ватикану
Записки Ватикану (англ. The Vatican Tapes) — американський фільм жахів 2015 року режисера Марка Невелдіна.

## Сюжет
Анжела Холмс — молода жінка, яка живе тихим спокійним життям. Але одного разу з нею починають відбуватися незрозумілі речі, під час яких вона здійснює на оточуючих руйнівний вплив, завдаючи їм серйозні, а іноді навіть смертельні травми. Отець Лозано, місцевий священик, переконаний, що дівчина одержима демоном. Він запрошує з Ватикану кількох кардиналів, щоб разом з ними провести обряд екзорцизму і звільнити тіло дівчини від злого духа. Однак священики навіть не підозрюють, що їм належить зіткнутися з давньою сатанинською силою, яка набагато сильніша, ніж вони думали.

## У ролях
- Олівія Тейлор Дадлі — Анджела Холмс
- Кетлін Робертсон — доктор Річардс, психіатр
- Майкл Пенья[1] — отець Оскар Лозано
- Джимон Гонсу — вікарій Імані
- Дугрей Скотт — Роджер Холмс, батько Анджели
- Джон Патрік Амедорі — Пітер Сміт, хлопець Анджели
- Пітер Андерссон — кардинал Бруун
- Теміна Санні — журналіст
- Бруно Ганн — демон
- Даніель Бернгардт — охоронець психлікарні
- Ешлі Гібсон — Ешлі
- Олексій Воробйов — доктор Кулік
- Джарвіс Джордж — детектив Сіммонс